# Тремпович Павло Вікторович
Павло́ Ві́кторович Тремпович (біл. Трамповіч Павел Віктаравіч) (1888—1956) — білоруський науковець та дипломат. Генеральний консул Білоруської народної республіки в Києві (16.6.1918-30.10.1918). Кандидат медичних наук. Доцент Білоруського державного університету. Професор Вінницького медичного інституту.

## Життєпис
Народився 1 червня 1888 року в Пскові, де родина Тремповичів перебувала через участь діда в національно-визвольну повстанні 1863—1864 рр. його з родиною було вислано з Вільно до Вітебська, а невдовзі до Пскову. У 1908 році він вступив до Психо-неврологічного інституту при Петербурзькому університеті. Але через неодноразові арешти за участь у демонстраціях змушений був у 1910 році емігрувати до Німеччини. Після двох років навчання на медичному факультеті Баварського університету перевівся до Київського університету св. Володимира у 1912 році на медичний факультет.
Із початком Першої світової війни спрямували на Південно-Західний фронт. У 1914—1916 рр. — працював молодшим ординатором Київського шпиталю. Державні іспити на медичному факультеті склав в квітні 1917 р. після чого отримав призначення в хірургічний відділ Київського залізничного шпиталю, згодом — 1-го шпиталю Всеросійського земського союзу, де пройшов шлях від ординатора до головного лікаря. Після Лютневої революції, поновив контакти з білоруськими організаціями, проводив агітаційну та просвітницьку роботу. В квітні 1918 року прибув до Мінська, де увійшов до складу Народного Секретаріату Білоруської Народної Республіки. Але вже на початку червня 1918 р. він був направлений в Київ із завданням досягти через німецького посла визнання Німеччиною незалежності та уряду БНР.
У Києві долучився до складу делегації БНР у справі переговорів з УНР. Рішення про його направлення до Києва із правами генерального консула в Києві та дипломатичного представника при МЗС Української Держави на звернення Олександра Цвікевича Народний Секретаріат БРН ухвалив 15 червня 1918 р. Вже 16 червня 1918 р. був уповноважений на виконання обов'язків генерального консула БНР в Києві з функціями дипломатичного представника. Консульство розташувалося в Києві в будинку № 42 по вулиці Фундуклеївській.
У 20-30-і роках працював на кафедрі загальної хірургії Мінського медичного інституту. 9 липня 1930 року заарештований. 10 квітня 1931 року засуджений на 5 років вислання, Колегією ОДПУ, за статтями 58/4, 7, 10, 11 — шкідництво та антирадянську агітацію. Вирок відбував в Астрахані. З 1941 року працював у Вінницькому медичному інституті. З 1944 року в Могилів-Подільському. Після цього переїхав до Києва, де і помер у 1956 році. Похований на Лук'янівському цвинтарі (19 дільниця, 5 ряд, 7 місце). 10 червня 1988 року реабілітований Судовою колегією із кримінальних справ Верховного суду Білоруської РСР.